# Acranthera ophiorhizoides
Acranthera ophiorhizoides är en måreväxtart som beskrevs av Theodoric Valeton. Acranthera ophiorhizoides ingår i släktet Acranthera och familjen måreväxter. Inga underarter finns listade i Catalogue of Life.